# Аничков, Евгений Васильевич
Евге́ний Васи́льевич Ани́чков (2 [14] января 1866, Боровичи, Новгородская губерния — 22 октября 1937, Белград) — русский историк литературы, критик, фольклорист, прозаик.
Брат И. В. Аничкова, отец И. Е. Аничкова.

## Биография
Родился 2 (14) января 1866 года (или 17 января года) в Боровичах в семье дворян Новгородской губернии Аничковых — сын штабс-капитана лейб-гвардии Стрелкового батальона, военного юриста (впоследствии — полковника, члена Кавказского, а затем Виленского военно-окружного судов) Василия Ивановича Аничкова; мать Ольга Петровна (урождённая Дирина). Детство провел в Тифлисе и Вильне, в 1878 году переехал в Санкт-Петербург, где учился в 6-й гимназии, гимназии при историко-филологическом институте и 2-й гимназии.
В 1886 году поступил на историко-филологический факультет Петербургского университета. В декабре 1887 года был исключен (вместе с братом) за участие в студенческих беспорядках, отбывал воинскую повинность на Украине (1887—1889); в 1889 году восстановлен в университете и в 1892 году, наконец, окончил его романо-германское отделение, написав сочинение «Микола Угодник и св. Николай» («Записки Нео-филологического общества». — 1892. — № 2).
С 1895 года, после сдачи магистерского экзамена, состоял приват-доцентом по истории западных литератур и лектором английского языка в Киевском университете.
Несколько раз с учёной целью ездил за границу (Лондон, Париж). Выступал последователем и отчасти продолжателем идей А. Н. Веселовского (см. этюд «Историческая поэтика Веселовского» в сборнике Лезина, а также «Вопросы теории и психологии творчества»). В 1899 году был вынужден покинуть Россию; изучает провансальский язык и литературу, творчество Шекспира. В 1901 году вместе с М. М. Ковалевским он принял деятельное участие в устройстве Русской высшей школы в Париже; состоял её секретарём. В Оксфордском университете читал лекции по славянскому фольклору и сравнительной мифологии.
В 1902 году, по возвращении из-за границы, преподавал в должности приват-доцента по кафедре западных литератур в Санкт-Петербургском университете, а также на Высших женских курсах. В конце 1902 года был арестован по обвинению в политическом преступлении и в течение 13 месяцев находился в одиночном заключении — освобождён по Высочайшему манифесту. Вскоре защитил двухтомную диссертацию «Весенняя обрядовая песня на Западе и у славян», удостоенную Уваровской премией.
В эпоху революции 1905—1907 гг. был деятельным членом Крестьянского союза, за участие в котором привлечён к суду и снова приговорен к году одиночного заключения. По освобождении опубликовал новый большой труд «Язычество и древне-русская проповедь», с приложением критически изданных текстов, увенчанный Ахматовской академической премией и обрисовывающий возникновение былинного эпоса, у нас и на Западе, из бытовых условий периода уже христианского.
С 1908 года — профессор Петербургского психоневрологического института. Также преподавал на общеобразовательных курсах А. С. Черняева.
Перед Первой мировой войной Е. В. Аничков жил на 2-й Берёзовой аллее Каменного острова в даче № 47 (не сохранилась), где бывали многие люди искусства, в том числе его друг А. А. Блок, которого Аничков привлёк к изучению русского и европейского фольклора.
С начала Первой мировой войны он добровольно вступил в ополчение, затем служил военным цензором. В 1917 году был откомандирован с русским отрядом во Францию; служил во французской армии в чине лейтенанта. С 1918 года проживал в Югославии. С 1920 года — профессор Белградского университета, В 1923—1924 гг. читал курс русского народного творчества в Русском педагогическом институте в Праге, с 1926 года — профессор философского факультета университета в Скопье. С 1924 член Союза русских писателей и журналистов в Чехословакии; с октября 1925 почетный член и заместитель председателя аналогичного Союза в Югославии. Выпустил книгу статей о символистах, акмеистах и футуристах («Новая русская поэзия». Берлин, 1923). С 1936 в отставке, вернулся в Белград, член Пушкинского комитета. Похоронен на Новом кладбище в Белграде.
Был масоном. Посвящён в масонство в парижской ложе «Космос» по рекомендации Ю. С. Гамбарова в 1905 году. Один из основателей ложи «Возрождение» под эгидой ВВФ в 1906 году. Второй страж ложи при получении патента. В январе 1918 года присоединён к парижской ложе «Братство народов». Член-основатель белградской ложи «Максим Ковалевский», которая в самом начале работала как масонский кружок. Присоединён 23 декабря 1924 года к ложе «Слога, рад и постоянство», находившейся в Белграде.
Жена — писательница А. М. Аничкова.

## Научная деятельность и творчество
Основные работы Аничкова посвящены славянскому фольклору и отражению мифологических элементов в литературных произведениях. В 1904 году Аничков защитил диссертацию «Весенняя обрядовая песня на Западе и у славян», в которой генезис искусства возводился не к игре (концепция А. Н. Веселовского), а к обрядовой магии. В 1907 году работа удостоена малой Ломоносовской премии.
В 1914 году вышел его главный труд — «Язычество и Древняя Русь». Работы Аничкова ценны собранным фольклорным материалом, записями обрядов славянских и романо-германских народов, а также теоретической постановкой вопросов о возникновении обрядовой поэзии и о синкретическом изучении фольклора.
Вячеслав Иванов писал:

Интеллектуальный облик Аничкова характеризуется своеобразным совпадением общественных и теоретических интересов. Убежденный как историк в непреложности своей формулы о повороте культурно-исторического движения с запада на восток, склоняясь в своих социологических взглядах скорее к марксизму, Аничков всё же народник искони и по существу. Он и фольклорист потому, что все корни его личного и общественного сознания лежат в деревенском быту; к изучению обряда и верования приводит его не один Веселовский, но вместе и Глеб Успенский, а именно народный календарь во «Власти Земли». «Реалистический символизм», то есть реализм, предполагающий ноуменальное в явлении, как высшую и реальнейшую реальность, делается лозунгом его критических статей. <…> По этому воззрению искусство возникло не из игры (как думали Шиллер, Спенсер и отчасти сам Веселовский), а из практической потребности. Вооруженный данными, добытыми религиозно-историческими и этнографическими исследованиями Маннгардта, Фрезера, А. Ланга, и проникнутый, с другой стороны, представлениями Веселовского о первобытном искусстве как искусстве «синкретическом», Аничков точнее определяет эту потребность, породившую искусство, усматривая начало песни в обрядовом действе и неразлучной с ним обрядовой магии <…> В упрек исследованию Аничкова можно поставить разве лишь то, что он останавливается как бы на пороге обряда и не продолжает изыскания в целях ближайшего раскрытия истории культового действия, например, не раскрывает элементов жертвы там, где её первоначальная наличность очевидна по обрядовым пережиткам…
— Аничков, Евгений Васильевич // Новый энциклопедический словарь: В 48 томах (вышло 29 томов). — СПб., Петроград, 1911—1916.
Критические статьи Аничкова начала 1900-х гг., посвящённые творчеству М. Горького, Л. Н. Андреева, В. Я. Брюсова, К. Д. Бальмонта, Ф. Сологуба и др., собраны в книгах «Литературные образы и мнения» (СПб., 1904) и «Предтечи и современники на Западе и у нас» (СПб., 1910). Аничков — редактор Полного собрания сочинений Н. А. Добролюбова (СПб., 1911—1913. Т. 1—9), автор статей в Энциклопедическом словаре Брокауза и Ефрона.

## Семья
Жена (с 1893 г.): Анна Митрофановна (урождённая Авинова; 1868—1935), дочь полковника 18-го Драгунского Северского полка, писательница, переводчица. Их дети:
- Елизавета (1894—1940) — в замужестве Евреинова; филолог, жила в СССР; в 1940 году была расстреляна;
- Игорь (1897—1978) — филолог, доктор наук, профессор профессор кафедры английской филологии в Ставропольском педагогическом институте иностранных языков, подвергался репрессиям;
- Татьяна (1898—?) — в замужестве Перфильева; эмигрировала после революции 1917 года; жила в США, затем — в Италии, где стала известным скульптором.